# Phelotrupes taiwanus
Phelotrupes taiwanus är en skalbaggsart som beskrevs av Miyake och Yamaya 1995. Phelotrupes taiwanus ingår i släktet Phelotrupes och familjen tordyvlar. Inga underarter finns listade i Catalogue of Life.